# 스파이커 C8
스파이커 C8(네덜란드어: Spyker C8)는 스파이커 자동차에서 2000년부터 생산 중인 스포츠카이다.

## 1세대 (2000년~2012년)

### C8 스파이더
2000년 버밍엄 모터쇼에서 데뷔한 C8의 원래 기본 모델이다.400 PS (294 kW; 395 hp)를 생성하는 아우디 4.2L V8 엔진이 장착되어 있으며 최고 속도는 300 km/h (186 mph)이다.

### 라 바이올렛 (2001년~2009년)

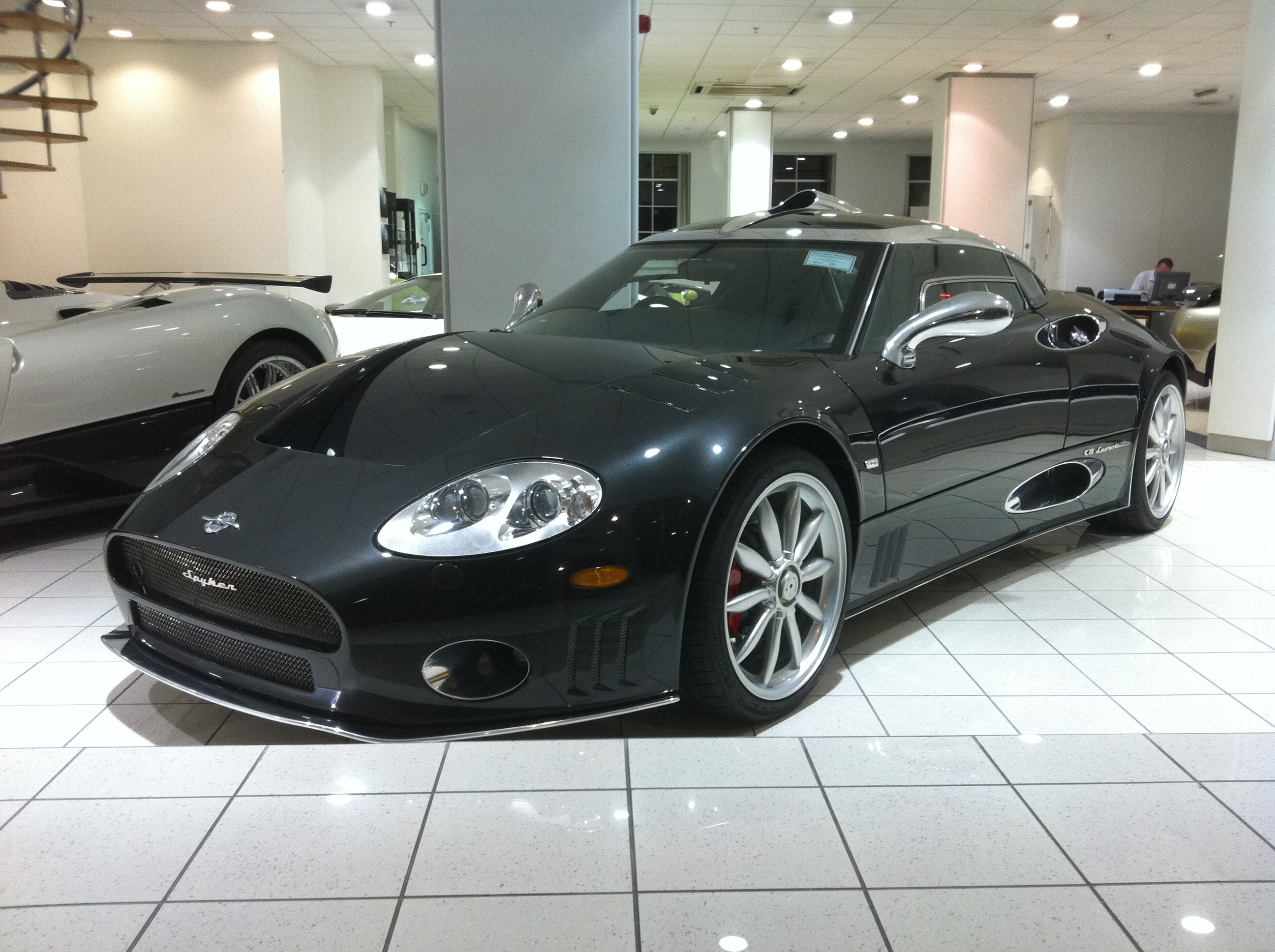
C8 라 바이올렛

두 번째 C8 모델로 AutoRAI 2001에서 공개되었다.
'라비올레트'라는 이름은 1900년대 초반 여러 대의 스파이커 경주용 자동차 개발을 도운 벨기에 엔지니어 조셉 발렌틴 라비올레트의 이름에서 명명되었다.

## 2세대 (2009년~2018년)

### 에일러론 (2009년~2016년)
2009년 제네바 모터쇼에서 스파이커는 C8 스포츠카의 2세대라고 회사에서 설명하는 C8 에일러론을 선보였다. 스파이더 모델과 라 바이올렛의 동일한 4.2L 아우디 V8이 여전히 장착되어 있지만 더 길고 더 넓은 차체와 C8에서 처음으로 ZF 자동 변속기 옵션을 제공한다. 선행 차량의 항공 테마를 이어가는 에일러론의 휠 디자인은 자동차의 알루미늄 구조와 인테리어 전체에서 볼 수 있는 모티브인 제트 터빈 블레이드에서 영감을 받았다.

## 3세대 (2016년~현재)

### 프리에이터 (2016년~현재)

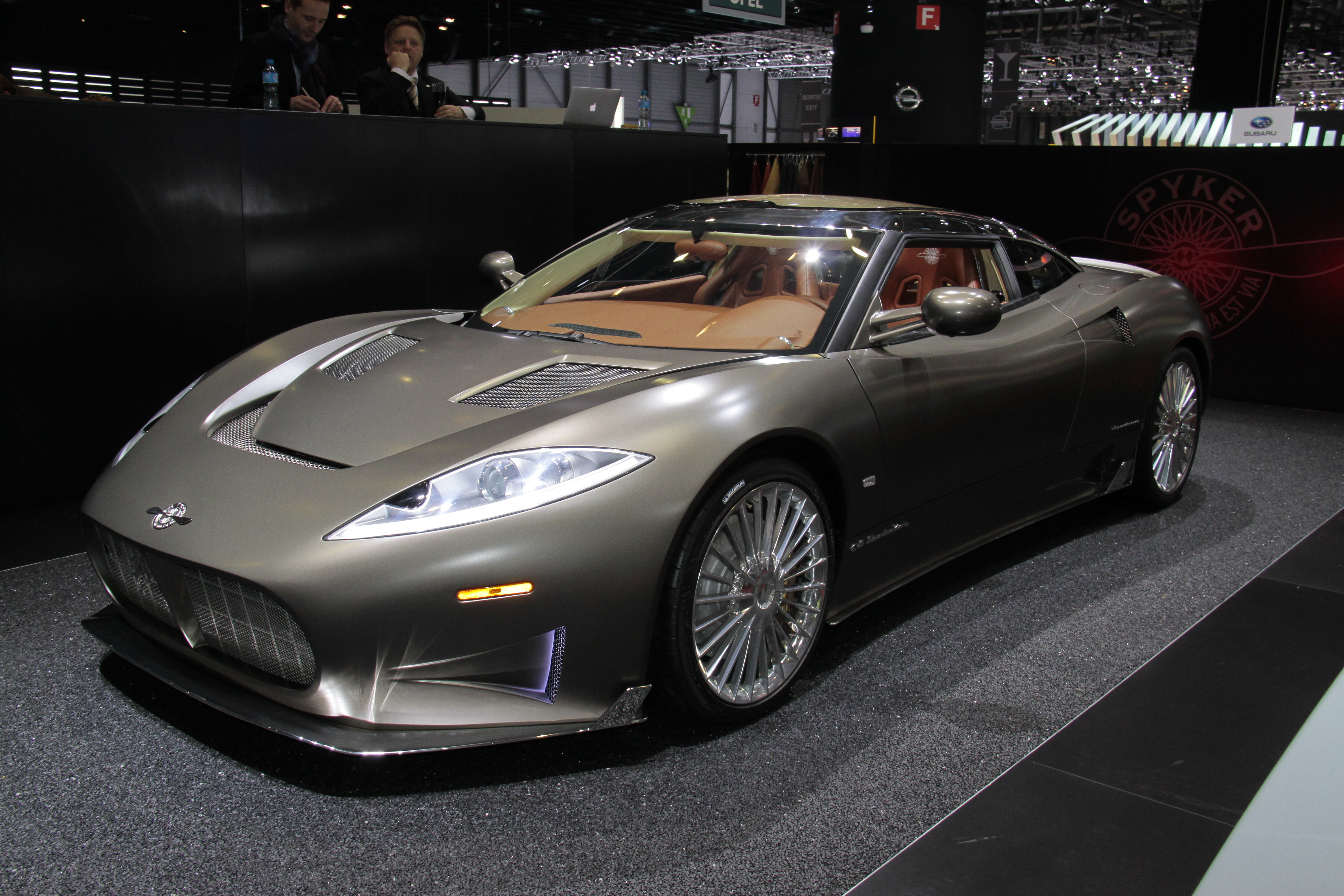
C8 프리에이터

2016년 제네바 모터쇼에서 에일러론을 대체하는 3세대 C8 스포츠카로 공식 발표되었다. 원래 스파이커 자동차는 코닉세그에서 공급한 5.0L V8 엔진이 탑재된 프리에이터r를 생산할 계획이었으나 2018년에 이 거래가 취소되었다.대신 프리에이터는 525PS(386kW, 518hp)를 생산하는 4.2L 슈퍼차지 아우디 V8을 사용하여 0–100 km/h (0–62 mph) 시간 3.7초와 최고 속도 322 km/h (200 mph)를 달성하였다.6단 Getrag 수동 또는 6단 ZF 자동 변속기 모델이 있다. 이전 모델과 마찬가지로 자동차에는 NACA 스타일의 공기 흡입구와 같은 전형적인 항공 영감 디자인 요소가 있다. 드라이버 기술도 이전 모델에 비해 업그레이드되었으며 C8 프리에이터는 헤드업 디스플레이와 휴대폰용 블루투스 연결 기능을 제공한다.

## 사양

### 섀시
스파이더에서 프리에이터에 이르기까지 C8의 모든 화신은 알루미늄 스페이스프레임 섀시를 기반으로 제작되었지만, 세대를 거치면서 원래 섀시가 더 길어진 휠베이스와 자동 변속기(옵션)를 수용할 수 있도록 강화되고 길어졌다.처음 두 C8 세대의 차체 패널도 알루미늄으로 만들어졌으며 프리에이터는 후드와 데크를 제외한 차체의 모든 부분에 탄소 섬유를 통합하여 나가는 에일러론에 비해 추가 무게를 줄였다.